# Evrica!
Evrica (în greaca veche εὕρηκα) este o interjecție cunoscută, folosită pentru a exprima sentimentul de gratitudine după descoperirea soluției pentru o problemă dificilă. Gramatical εὕρηκα este forma de persoana I singular la timpul indicativ perfect a verbului εὑρίσκειν („a găsi”).
Sursa este o anecdotă despre Arhimede, transmisă de Plutarh și Vitruviu. Conform acesteia, după ce a descoperit principiul care îi poartă numele aflându-se într-o vană cu apă, Arhimede ar fi ieșit și a fugit gol prin cetate, țipând „evrica!”.
Interjecția a fost notată 1796 în caietul său de matematicianul Carl Friedrich Gauß, când a descoperit că orice număr întreg pozitiv se poate scrie ca sumă de trei numere triunghiulare (ceea ce constituie Teorema Evrica, un caz special al Teoremei lui Fermat a numerelor poligonale).